# Виртосу Ірина Григорівна
Виртосу Ірина Григорівна (27 лютого 1985, Скадовськ) — головна редакторка сайту «Центр інформації про права людини», журналістка, координаторка журналістської мережі, правозахисник.

## Біографія
Народилася і провела дитинство в місті Скадовську. Мати родом із Хмельниччини, батько з Молдови. Першу статтю опублікувала ще в 12 років у всеукраїнській газеті "Перемена". У 13 років отримала перше редакційне завдання від газети — була акредитованим юнкором на Всеукраїнському дитячому фестивалі "Чорноморські ігри". Наставницею майбутньої журналістки була кореспондентка газети "Перемена" Валентина Январівна Брязгунова.

### Освіта
Закінчила Інститут журналістики Київського національного університету імені Тараса Шевченка за спеціальністю «Міжнародна журналістика».

## Кар'єра
Загальний стаж роботи в журналістиці понад 17 років, у сфері прав людини — п'ять років. За цей час підготувала більше 300 журналістських матеріалів про права людини у таких виданнях, як «Українська правда», «Радіо «Свобода»», «Дзеркало тижня», «День» та інші.
Випускниця Всеукраїнської освітньої програми «Розуміємо права людини» та міжнародної програми International Visitor Leadership Program (США).
Кураторка навчальної дисципліни «Правозахисна журналістика» Інститут журналістики КНУ імені Тараса Шевченка.
Координаторка інформаційної кампанії «Війна, яка не відпускає» про насильство в сім'ях учасників АТО[джерело?].
Авторка видання «Майдан. Жіноча справа», співавторка посібників для журналістів «Адвокаційна журналістика: світовий та український досвід», «Універсальний дизайн: Практичні поради для кожного», «Нічого для нас без нас. Посібник з інклюзивного прийняття рішень для ЗМІ»[джерело?].
Є учасницею Незалежної медіа-профспілки.

## Сім'я
3 грудня 2017 року народила доньку Владу.

## Цікаві факти
Улюблений журналістський прийом — деталь. Улюблені письменники — Сомерсет Моем та Сергій Довлатов[джерело?].